# Swedish Open 1973
Die Swedish Open 1973 fanden vom 12. bis zum 14. Januar 1973 in Göteborg statt. Es war die 18. Austragung dieser internationalen Meisterschaften von Schweden im Badminton.

## Titelträger
| Disziplin    | Sieger                      |
| ------------ | --------------------------- |
| Herreneinzel | Svend Pri                   |
| Dameneinzel  | Eva Twedberg                |
| Herrendoppel | Poul Petersen Svend Pri     |
| Damendoppel  | Margaret Beck Gillian Gilks |
| Mixed        | Derek Talbot Gillian Gilks  |

## Finalresultate
| Disziplin    | Sieger                      | Finalist                         | Ergebnis          |
| ------------ | --------------------------- | -------------------------------- | ----------------- |
| Herreneinzel | Svend Pri                   | Sture Johnsson                   | 5–15, 15–6, 15–10 |
| Dameneinzel  | Eva Twedberg                | Margaret Beck                    | 11–3, 11–5        |
| Herrendoppel | Poul Petersen Svend Pri     | Elliot Stuart Derek Talbot       | 15–9, 1–15, 15–10 |
| Damendoppel  | Margaret Beck Gillian Gilks | Marjan Luesken Joke van Beusekom | 15–11, 15–3       |
| Mixed        | Derek Talbot Gillian Gilks  | Elliot Stuart Margaret Beck      | 15–11, 15–3       |